# Logisch programmeren
Logisch programmeren is een vorm van programmeren die valt onder het declaratieve paradigma. Een veelgebruikte logische programmeertaal is Prolog. Ook SQL is een declaratieve taal.
Logische talen vinden vooral toepassing in de computationele taalkunde en de kunstmatige intelligentie. Inductief logisch programmeren is een andere vorm van logisch programmeren.
In een deductieve logische programmeertaal valt het redeneerproces schematisch weer te geven als feiten + regels = resultaten. 
De compiler/interpreter is op de hoogte van een aantal feiten, en probeert aan de hand van regels een antwoord te geven op een vraag die aan hem wordt gesteld. Voorbeelden van feiten die voor de interpreter bekend kunnen zijn:
- Katten hebben een vacht
- Een vacht bestaat uit haren

De interpreter moet in dit geval antwoord kunnen geven op de vraag "Hebben katten haren?".
Een voorbeeld van een functionele en logische programmeertaal is Curry.

## Andere vormen van programmeertalen
- Functionele programmeertaal
- Imperatieve programmeertaal